# Hans Alberthal
Hans Alberthal (* um 1575 bis 1580 in Roveredo, Graubünden; † 1648 in Bratislava; auch Johann Alberthal, Giovanni Albertalli oder Albertallo, Alberthaler, Albertolus) war ein Graubündner Baumeister, der vor allem in Deutschland an mehreren Renaissance-Bauten entscheidend mitgewirkt hat.

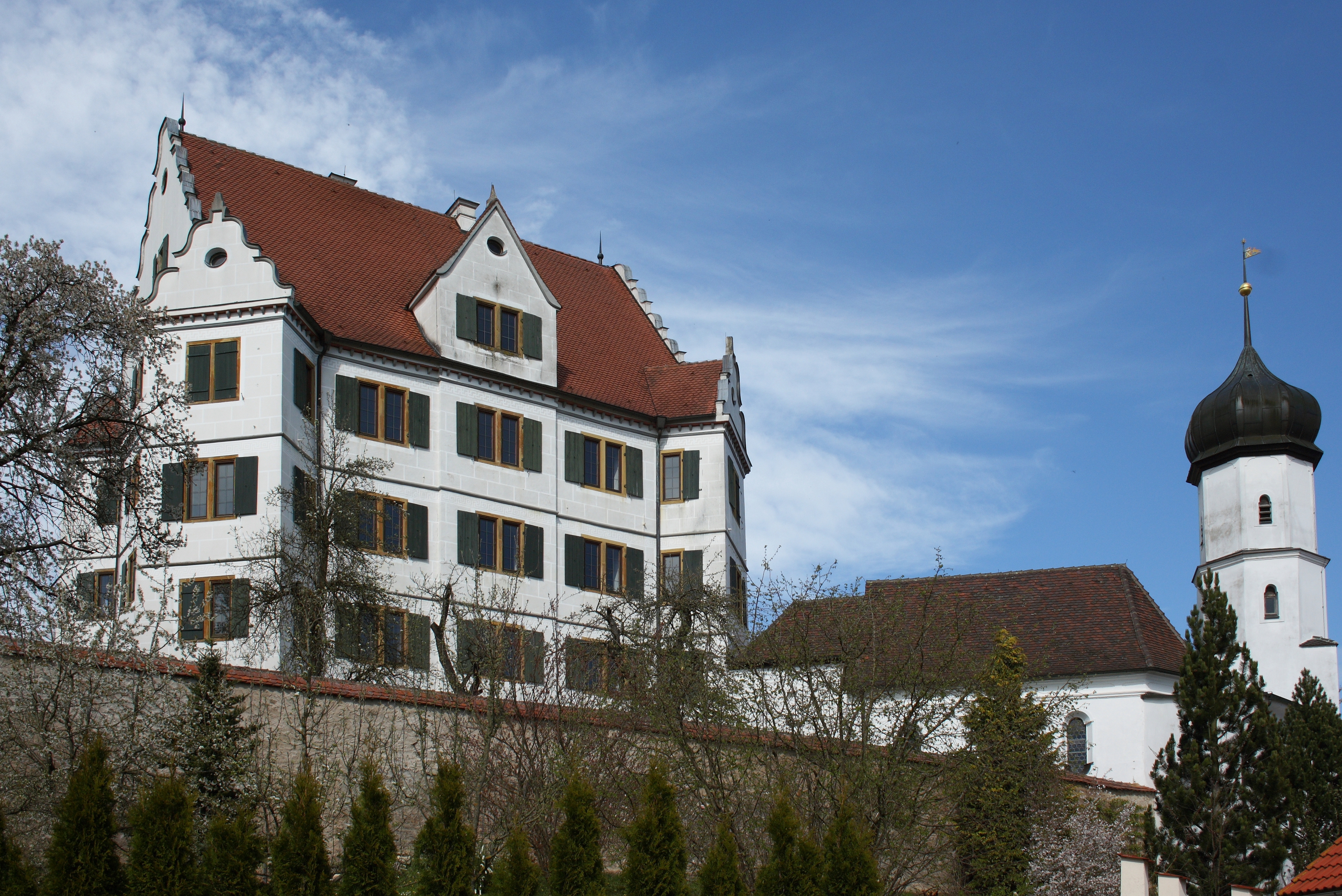
Hans und Peter Alberthal: Schloss und Marienkapelle Auhausen, 1600

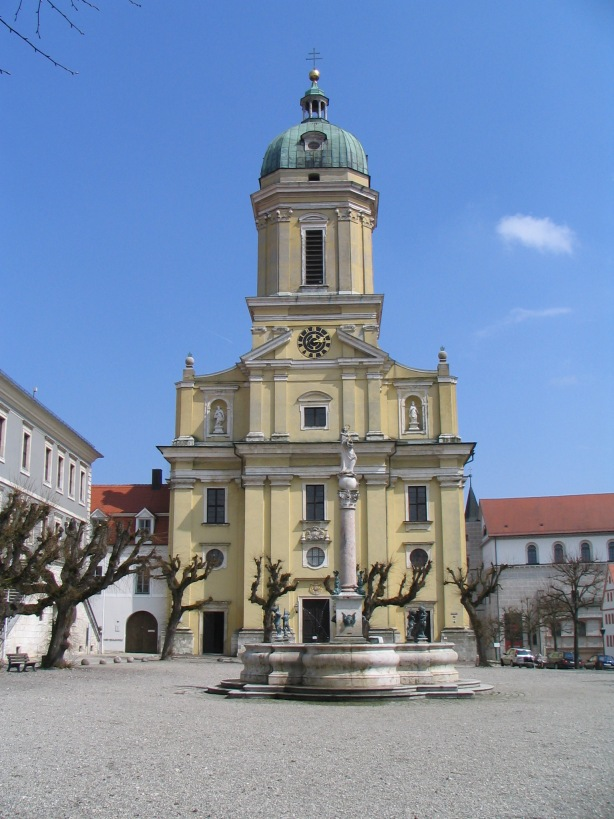
Hans Alberthal: Hofkirche, Neuburg an der Donau

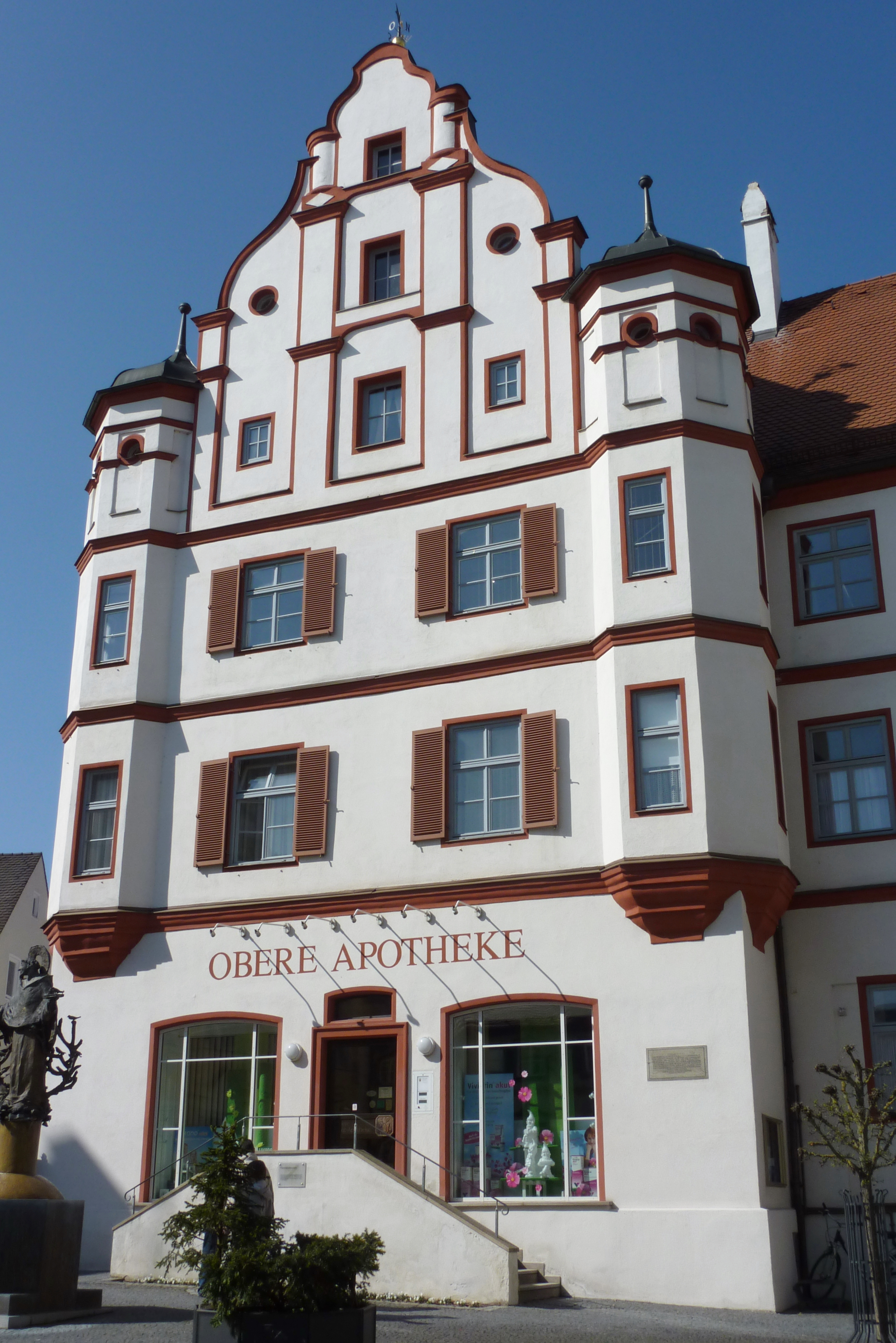
Hans Alberthal: Obere Apotheke, Dillingen an der Donau

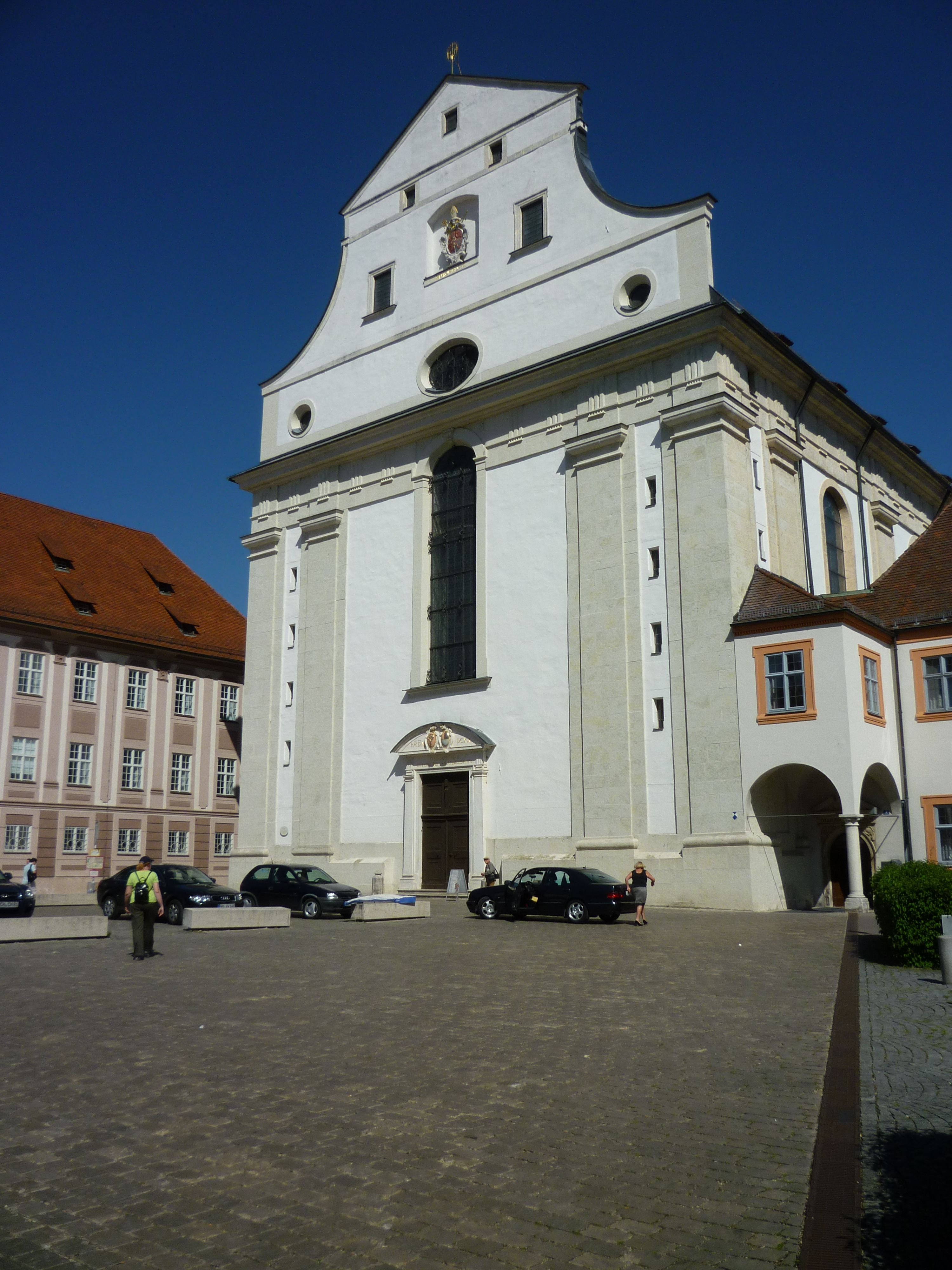
Hans Alberthal: Fassade der Schutzengelkirche, Eichstätt

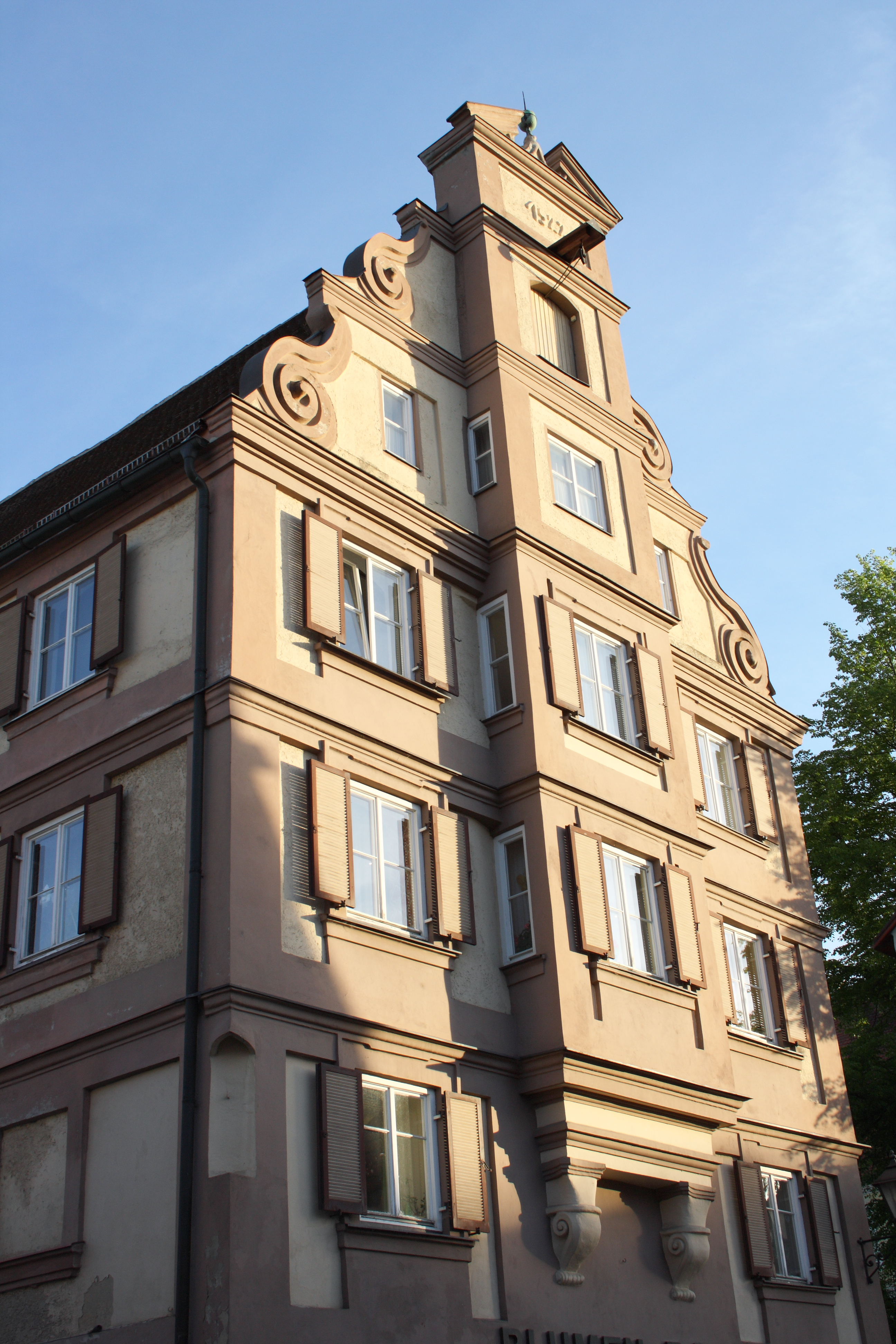
Hans Alberthal: Wohnhaus, Weberstraße 13, Dillingen an der Donau, 1608

## Leben
Hans Alberthal war ein Sohn des am 18. Dezember 1615 in Eichstätt verstorbenen, aus Roveredo (Dorfteil Carasole) stammenden Maurers Peter/Pietro Alberthal; ob er noch in Roveredo oder bereits in Eichstätt geboren wurde, ist nicht geklärt. Er hatte mehrere Geschwister; von seinen Brüdern sind zwei (Albert, † 1641, und Martin, * um 1593) als Maurermeister nachweisbar. Er erfuhr seine handwerkliche Ausbildung bei seinem Vater, mit dem er am Jagdschloss Hirschbrunn baute, und wahrscheinlich bei dem seit circa 1584 in und um Lauingen, Dillingen, Höchstädt und Neuburg an der Donau tätigen Gilg Vältin/Giulio Valentini.
Um 1600 (nachweislich 1603) war Alberthal in Dillingen beschäftigt, wo er 1601 eine Johanna heiratete († 1630), mit der er drei Söhne und eine Tochter hatte, nämlich Peter (* um 1601), Margaretha (* um 1605), Johann (* um 1611) und Heinrich (* um 1616). Nach dem Tod seiner Frau im Jahr 1630 heiratete er in Dillingen 1631 ein zweites Mal, und zwar eine Margaretha (Chorolanza) aus Chur, die ihm in Dillingen Johann Peter (* 1632) und in Pressburg (Bratislava) Maria Elisabeth (* 1638), Martin (* 1640) und Johanna (* 1642) gebar. Kurz nach der Taufe von Johanna heiratete er in Bratislava seine dritte Frau Anna Maria, die 1648 den Sohn Paul gebar. 1649 wird sie als Witwe erwähnt. Weitere mögliche Kinder, insbesondere der in zwei Urkunden von 1653 und 1656 als Erbe von Hans Alberthal erwähnte Sohn Albert oder Albrecht, lassen sich wegen der lückenhaft vorhandenen Taufbücher nicht belegen.
1606 war er Mitbesitzer eines Hauses in Dillingen, baute aber im Jahr darauf ein eigenes Haus. In der Folge tätigte er mehrmals Haus- und Grundstückskäufe und -verkäufe. 1619 war er Ratsherr, um 1623/24 Siechenpfleger, 1625 Senator und 1632 Heiligen-(=Kirchen-)pfleger in Dillingen. Sein dortiger Besitz wurde 1643 wegen des Einsturzes der Dillinger Stadtpfarrkirche konfisziert, für den man ihn verantwortlich machte.
Von 1619 bis 1621 ist er parallel zu seiner Bautätigkeit in Dillingen, Eichstätt und Umgebung für den Bau der Dreifaltigkeits-(Jesuiten-)Kirche in Innsbruck verantwortlich. Seine Tätigkeit bricht aufgrund von Meinungsverschiedenheiten mit dem verantwortlichen Bauherrn, dem Mathematiker, Physiker und Astronomen P. Christoph Scheiner ab. Kurz nach der Fertigstellung stürzt die Kirche 1626 ein.
Etwa 1633 übersiedelte Alberthal nach Preßburg in Ungarn, wo er als kaiserlicher Baumeister wirkte. Unter der Aufsicht von Giovanni Battista Carlone renovierte und erweiterte er das königlichen Schloss. Gleichzeitig baute er für den verantwortlichen Bauherrn, Erbschlosshauptmann Graf Paul Pálffy dessen Privathaus am Schlossberg.
Mehrmals führte er Bauten zur gleichen Zeit in unterschiedlichen Orten aus. Höhepunkte seines Wirkens waren die Eichstätter Schaffensperiode, in der ihn 1610 Fürstbischof Johann Konrad von Gemmingen als seinen Baumeister bezeichnete, und die Dillinger Schaffensperiode als fürstbischöflicher Augsburgischer Baumeister sowie seine Zeit als kaiserlicher Baumeister in Pressburg.
Als sein Hauptwerk kann die Studien- oder Jesuitenkirche in Dillingen betrachtet werden. Sie wird wahlweise als bahnbrechende Entwicklung im Kirchenbau nördlich der Alpen, als Vorläuferin des Vorarlberger Schemas oder als erste Barockkirche nördlich der Alpen bezeichnet, jedenfalls als bedeutendes Werk in der Entwicklung der Architektur betrachtet. Über die Autorschaft sind die Meinungen geteilt: während die einen Elias Holl, Joseph Heintz und/oder Johann Matthias Kager sowie unbekannte Jesuiten als Planverfasser sehen, betrachten andere den Baumeister Hans Alberthal, der die Kirche erstellte, als den eigentlichen Erfinder der barocken Wandpfeilerkirche.
Hans Alberthal verstarb 1648 in Pressburg. In diesem Jahr wurde am 6. August sein letzter Sohn getauft, Taufpate war Graf Paul Pálffy. 1649 erscheint Alberthals Frau im Rechnungsbuch des Grafen als Witwe.
Ein Porträt von ihm hat sich bislang nicht gefunden; nur seine Unterschrift ist überliefert. Alberthal gilt als bedeutender Architekt, der der klassizistisch strengen „Augsburger Renaissance“ des Kreises um Joseph Heintz der Ältere, Elias Holl und Matthias Krager zum Durchbruch geholfen hat. Seine Dillinger Jesuitenkirche wurde als frühe Wandpfeilerkirche zu einem weit ausstrahlenden Prototyp barocker Baukunst.

## Bautätigkeiten
- 1596/97, Dillingen, Treppenhaus des Schlosses
- um 1600, Schloss Hirschbrunn
- 1603–1605/06 Neubau des Konviktes des Collegium St. Hieronymi (Altes Priesterseminar) in Dillingen
- 1604 Neubau der Kirche St. Walburga in Mauren bei Harburg
- 1607 Dillingen, Hofbrauhaustor
- 1607 Dillingen, Bau des eigenen Wohnhauses
- 1608/09 Haunsheim, Evangelische Dreifaltigkeits-Pfarrkirche als eine der seltenen reinen Renaissance-Kirchen Süddeutschlands
- 1609–1619 Eichstätt, Willibaldsburg, unter den Fürstbischöfen Johann Konrad von Gemmingen und Johann Christoph von Westerstetten nach Plänen von Elias Holl, Augsburg
- 1610–1617 Dillingen, Studienkirche Mariä Himmelfahrt (Jesuitenkirche)
- 1610 Dillingen, Domdekanhaus
- 1612 Dillingen, Roth-Haus
- 1612ff. Dillingen, Gasthaus zum Stern und Drogerie Werthmann
- vor 1617 Eichstätt, Bauten bei St. Walburg (u. a. Pfister- und Bräuhaus)
- 1617–1620 Eichstätt, Schutzengelkirche (umstritten, aber wahrscheinlich)
- um 1618 Giebelbauten am Dom (Nachweis unsicher; eher unwahrscheinlich)
- 1618 Regensburg, Wölbung des Dom-Mittelschiffes (zusammen mit seinem um 1593 geborenen Bruder Martin und einem M. Peter Juliet/Julietti)
- 1618–1621 Dillingen, Straßenflügel des Priesterseminars (Regentiebau)
- 1619–1621 Innsbruck, Dreifaltigkeits-(Jesuiten-)kirche (1626 wegen Fehlkonstruktion eingestürzt)
- 1619–1621 Dillingen, Stadtpfarrkirche St. Peter (wegen Fehlkonstruktion baldige Bauschäden)
- 1624–1627 Neuburg, Fassade und Turm der rekatholizierten Hofkirche
- 1625 Dillingen, Instandsetzung der Akademie
- 1626 Dillingen, Kreuzgratgewölbe im Obergeschoss des sogenannten Fürstenganges, des gedeckten zweigeschossigen Ganges vom Schloss zur Hofkirche
- 1627 Sigmaringen, unter anderem Portaltrakt des Schlosses
- 1628 Dillingen, Neubau der Akademie (abgegangen durch Barock-Neubau)
- 1629/30 Binswangen, Bruderschaftskapelle St. Maria vom Skapulier
- 1631 Katholische Pfarrkirche St. Michael in Wengen, nach Plänen von Alberthal durch Sebastian Weber erbaut
- ab 1635 Preßburg, Bautätigkeit am Schloss
- 1636–1644 Pressburg, Gartenpalais des Grafen Paul Pálffy
- 1637 Preßburg, Bau des Daches des Klarissenklosters und des Daches der Franziskanerkirche

Für den Benediktinerinnen-Klosterneubau Holzen in der Lechebene bei Allmannshofen wurde 1612 bis 1614 die (abgegangene) Karl-Borromäus-Kapelle und 1619, als das Kloster zur Abtei erhoben wurde, die (ebenfalls durch den barocken Neubau abgegangene) Lorettokapelle von einem Johann Alberthal d. Jüngeren gebaut, einem Sohn des Albert Alberthal (* 1641), der einer der Brüder von Hans Alberthal war.

## Würdigung
Alberthaler, ein „Werkmeisterarchitekt“, der sich vom Handwerker zum selbständig arbeitenden Architekten heraufgearbeitet hat, zählt einerseits zu denjenigen welschen Bauleuten, die der Renaissance in Mittel- und Osteuropa zum Durchbruch verhalfen (so in DBE, S. 69), und gilt andererseits mit seinen Bauten an der Wende von der Renaissance zum Frühbarock als „Brückenbauer zu der nach dem Dreißigjährigen Kriege so mächtig aufblühenden Barockbaukunst.“ (Keßler, S. 4). Als Renaissance-Mensch hat er viel auf seine Fähigkeiten gehalten und mitunter in seinem Schaffen nicht immer glücklich das Äußerste gewagt (Kirchen-Einstürze in Dillingen und Innsbruck wegen – nicht von ihm zu verantwortender – zu schwerer Dachkonstruktion). Die „Verbannung“ aus Dillingen führte jedenfalls dazu, dass seine insgesamt erfolgreiche Bautätigkeit in Deutschland ein abruptes Ende fand.